# Dianthus akdaghensis
Dianthus akdaghensis Gemici & Liebici  är en nejlikväxt som beskrevs av Yusuf Gemici och Erkuter Leblebici.
Dianthus akdaghensis ingår i släktet nejlikor, och familjen nejlikväxter. 
Inga underarter finns listade i Catalogue of Life.

## Habitat
Turkiet (Muğla)

## Biotop
Bergstrakter på hög höjd, på stenbunden mark. Kalkgynnad.

## Etymologi
- Släktnamnet Dianthus härleds från grekiska dios (ett alternativt namn till guden Zeus) och anthos = blomma. Betydelsen blir sålunda Zeus blomma. Detta var ett namn, som användes för en växt i antiken, redan 300 år före vår tideräkning.